# Ji Kang (pintor)
Advertiment: Existeix un personatge que va viure al segle iii amb el nom Ji Kang (un dels “Set Savis de l'Arbreda de Bambú”).
Ji Kang (en xinès:季康; pinyin: Ji Kang) fou un pintor i cal·lígraf. xinès contemporani nascut el 1913 i mort el 16 d'abril del 2008.
Quan va quedar orfe, Ji Kang va aprendre a pintar amb l'ajut d'àlbums i models. Va traslladar-se a Xangai per ampliar els seus coneixements de pintura amb el seu oncle.Després d'anar a viure a Taiwan es va casar amb una artista que freqüentava el cercle de Pu Hsin-Yu. Va ser professor universitari. Més endavant va anar a viure a San Diego, Estats Units. Ha destacat per pintar joves belleses de la cort i paisatges. Va intercanviar tècniques artístiques amb altres col·legues. Va començar les seves exhibicions amb una exposició realitzada conjuntament amb el seu oncle.